# 長治二圖里
長治二圖里，是台灣南部自清治時期至日治初期的一個行政區劃，拆分自長治里，其範圍包括今高雄市的湖內區南部及路竹區西部。
長治二圖里北邊為依仁里，東邊為長治一圖里，南邊為維新里，西邊為文賢里。

## 管轄街庄
長治二圖里共轄4個庄：
- 今湖內區境內：大湖庄、湖內庄
- 今路竹區境內：竹滬庄、後鄉庄